# Tally Hall (band)
 For alternative betydninger, se Tally Hall (flertydig). (Se også artikler, som begynder med Tally Hall)
Tally Hall er et amerikansk band, hvis musik varierer mellem rock og indie pop. Bandet startede i 2002 og eksisterer stadig. Udover musikken har de lavet en række sketches i "Tally Hall's Internet Show", hvori musikvideoer også blev udgivet.

## Bandmedlemmer

### Nuværende medlemmer
- Rob Cantor (gult slips) – guitar og sang
- Ross Federman (gråt slips) – trommer (2004–nu)
- Joe Hawley (rødt slips) – guitar og sang
- Andrew Horowitz (grønt slips) – keyboard og sang
- Zubin Sedghi (blåt slips) – bas og sang

### Tidligere medlemmer
- Steve Gallagher (gråt slips) – trommer (2002–2004)

## Diskografi

### Albummer
- Complete Demos (2004) (Uafhængigt)
- Marvin's Marvelous Mechanical Museum (2005) (Quack! Media) (Genudgivet i 2008 med Atlantic Records)
- Good & Evil (2011) (Quack! Media)

### Singler
- "Good Day – Single" (2008) (Atlantic Records)
- "Light & Night" (med Nellie McKay) (2009) (N/A)
- "You & Me" (2011) (Quack! Media)
- "&" (2011) (Quack! Media)

### EP'er
- Partyboobytrap (2003) (Uafhængigt)
- Welcome To Tally Hall (2004) (Uafhængigt)
- The Pingry EP (2005) (Uafhængigt)

### Samlinger/Soundtracks
- Music from the OC: Mix 6 (2006)
- The Sims 2: Apartment Life (2008)